# 판영진
판영진 (1959년~2015년)은 대한민국의 배우이다.

## 출연 작품
- 나비두더지
- 밤의 찬가